# Tuntenstreit
Se denomina como Tuntenstreit («pelea de mariquitas») a una discusión sobre la estrategia dentro del movimiento de liberación gay alemán entre 1973 y 1974.

## Inicios
El conflicto estalló en el encuentro de Pentecostés de 1973 en Berlín Occidental. En la manifestación organizada por el Homosexuelle Aktion Westberlin (HAW) como final del encuentro, participaron unas 700 personas, entre los que se encontraban homosexuales de Francia e Italia que se manifestaron vestidos de mujer. Para este comportamiento afeminado estaba extendida la expresión Tunte («mariquita»). La crítica de este comportamiento provocativo por parte de algunos homosexuales dentro del movimiento de liberación LGBT se convirtió en una discusión sobre la estrategia del movimiento.

## Desarrollo y consecuencias
El resultado del Tuntenstreit fue la división del HAW en un ala «integracionista» de marxistas ortodoxos y una fracción radical de «feministas». 
Para los primeros, la represión de la homosexualidad era una «reliquia precapitalista» y no una característica intrínseca de la sociedad burguesa. Debido a que la integración de los homosexuales en la sociedad parecía posible en cualquier momento, se consideraba la tarea principal de los «homosexuales socialistas» la lucha por una solidaridad activa con la minoría homosexual dentro del movimiento obrero y el desarrollo entre los homosexuales de la consciencia de que la mayoría de ellos pertenecía a los asalariados explotados.
Los radicales rechazaban la «política de minorías», que, para ellos, tendría como resultado el mantenimiento del heterosexismo imperante. Este heterosexismo estaría marcado por una violenta distinción de los roles sexuales y una latente identificación homosexual entre los hombres. Desde este punto inicial desarrollaron la demanda de un movimiento gay autónomo, en lugar de caer en gestos de humildad frente a los camaradas heterosexuales, querían desarrollar posiciones propias que la izquierda política debería incluir en su programa.